# Ahedo de Linares
Ahedo de Linares es una localidad del municipio burgalés de Merindad de Sotoscueva, en la Comunidad Autónoma de Castilla y León (España). 
La iglesia está dedicada a La Asunción de Nuestra Señora.

## Localidades limítrofes
Confina con las siguientes localidades:
- Al noreste con Cornejo.
- Al este con Linares.
- Al sur con Sobrepeña.
- Al suroeste con Cogullos.
- Al noroeste con Villamartín de Sotoscueva.

## Demografía
Evolución de la población
| Gráfica de evolución demográfica de Ahedo de Linares entre 2000 y 2017 |
|                                                                        |
| Población de derecho (2000-2017) según el padrón municipal del INE     |

## Historia
Así se describe a Ahedo de Linares en el tomo I del Diccionario geográfico-estadístico-histórico de España y sus posesiones de Ultramar, obra impulsada por Pascual Madoz a mediados del siglo XIX:

Lugar en la provincia, audiencia territorial, diócesis y capitanía general de Burgos (15 leguas), partido judicial de Villarcayo (2), ayuntamiento de Cornejo y merindad de Sotoscueva. Situado a 2.954 pies de elevación sobre el nivel del mar, en un plano inclinado, con ventilación y clima saludable; tiene 30 casas de un solo piso de 15 a 20 pies de altura, excepto algunas que están separadas; forman varias calles sin empedrar, pero bastante cómodas; hay escuela de primeras letras abierta en temporadas, a la cual concurren 12 niños; la iglesia parroquial dedicada a Nuestra Señora de la Asunción, está servida por un cura párroco que provee por oposición en patrimoniales el arzobispo de Burgos; un cementerio en paraje bien ventilado y una fuente natural de buenas y abundantes aguas. Confina el término por N con el de San Martín; por E con el de Otedo, por S con el de Salazar y por O con el de Puentedey, extendiéndose sus límites de ½ a ¾ de legua; a la derecha de la población pasa un arroyo con dirección de N a S de curso perenne aunque de escaso caudal; tiene un pontón de madera y sus aguas se emplean únicamente en el riego de algunos terrenos sembrados de alubias; la mayor parte es montuoso cultivable, como una quinta parte de regadío, y el resto arcilloso; en los ejidos de propios se rotura alguna parte donde se cría bastante roble y encina. Los caminos son de servidumbre e incómodos. Producciones: trigo, maíz, centeno y alubias; ganado lanar, cabrío, vacuno, caballar y mular. Comercio: exportación de ganados e importación de granos y objetos de consumo. Población: 12 vecinos, 44 almas. Capital productivo: 367.500 reales. Imponible: 35.886. El presupuesto municipal es de 60 a 70 reales, y se cubre parte con el valor de los propios y el resto por reparto vecinal.
Diccionario geográfico-estadístico-histórico de España y sus posesiones de Ultramar